# Oligoneurisca borysthenica
Oligoneurisca borysthenica is een haft uit de familie Oligoneuriidae. De wetenschappelijke naam van de soort is voor het eerst geldig gepubliceerd in 1937 door Tshernova.
De soort komt voor in het Palearctisch gebied.